# Якубовс, Волдемарс
Волдемарс Якубовс (латыш. Voldemārs Jakubovs; 7 мая 1894, Курляндская губерния — 30 сентября 1941, Оренбург) — латвийский военный лётчик, подполковник, командир Латвийской морской авиационной дивизии (30.09.1925—19.07.1935). Офицер высшей награды Латвии ордена Трёх звёзд и кавалер высшей военной награды Латвии — Военного ордена Лачплесиса.

## Биография
Родился 7 мая 1894 года в Валлеской волости Бауского края.
Учился в Яунелгавской торговой школе. В марте 1916 года, во время Первой мировой войны, был призван в армию Российской империи и назначен в Санкт-Петербургскую 1-ю авиационную роту, затем в авиационное отделение Кронштадтской крепости.
В 1917 году окончил Московскую высшую летную школу. Во время Гражданской войны в России служил в Красной Армии. 9 мая 1919 года, во время борьбы за независимость Латвии, на своем истребители истребителя № 4321 перелетел линию фронта и сел на Петерсфелцдском аэродроме недалеко от Добеле. На нем дислоцировался немецкий авиаполк Заксенберга. Воевал в группе Анатолия Павловича Ливена. 29 июня перешел из группы Ливена в Латвийскую армию. 24 октября 1919 году разбил свой самолет с высоты 30 метров. 10 ноября при освобождении Пардаугавы вызвал панику в рядах противника, нанося пулеметные удары и сбрасывая бомбы на вражеские колонны.
В 1920 году присвоен Военный орден Лачплесиса III степени.
В конце 1925 года назначен командиром Военно-морской авиационной дивизии. В 1926 году ему присвоено звание подполковника. Принимал активное участие в работе Латвийского аэроклуба. 11 сентября 1926 года на самолете Savoia S16 попал в аварию с напарником Я. Минкусом. В 1930 году Международная лига авиаторов признала его лучшим латвийским авиатором 1929 года. В 1939 году оставил военную службу и занялся сельским хозяйством в своем доме в Роню Вецмокасской волости. После присоединения Латвии к СССР в феврале 1941 года был арестован и депортирован в Россию, где 30 сентября умер в Оренбургской тюрьме. Похоронен на рижском Лесном кладбище.

## Награды
- Орден Трёх звёзд IV степени[2].
- Военный орден Лачплесиса III степени (1920)[2].
- Орден Виестура III степени[2].